# Друге Чемерчеєво
Друге Чемерче́єво (рос. Второе Чемерчеево, чув. Тимĕрчкасси) — присілок у складі Цівільського району Чувашії, Росія. Входить до складу Михайловського сільського поселення.
Населення — 105 осіб (2010; 162 у 2002).
Національний склад:
- чуваші — 98 %

Стара назва — Чемерчеєво 2-е.